# 글라스휘테
글라스휘테(독일어: Glashütte)는 독일 작센주의 마을이다. 인구는 약 7,000명이다. 독일의 손목시계 제조업의 발상지로 알려져 있다. 역사적으로는 1445년경 문서에 처음 언급되었다. 2008년 1월, 라인하르츠그리마 자치체가 글라스휘테에 통합되었다.
현재 이곳에서 생산되는 시계 브랜드는 다음과 같다.
- 아 랑에 운트 죄네
- 브루노 죈레 우렌아텔리어 글라스휘테[3]
- C. H. 볼프
- 글라스휘테 오리기날
- 뮐레 글라스휘테
- 노모스 글라스휘테
- 벰페 크로노메터베르케
- 투티마
- 우니온 글라스휘테[4]
- 모리츠 그로스만

## 출신 인물
- 페르디난트 아돌프 랑에(1815–1875), 시계 제작자, 아 랑에 운트 죄네 설립자, 1857~1875년 작센주 의회 의원, 1848~1866년 글라스휘테 시장
- 아르투어 부르크하르트(1857–1918), 엔지니어 및 제조업자
- 한스페터 카울(1943–2014), 판사, 국제법학자 및 외교관

## 사진

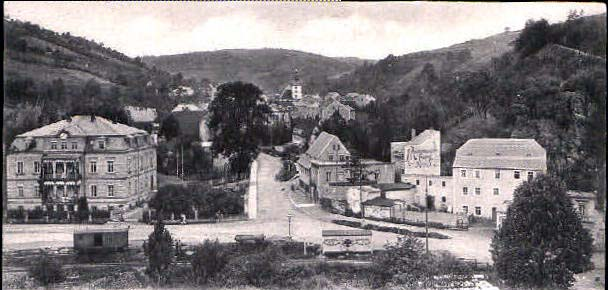
1910년경의 글라스휘테
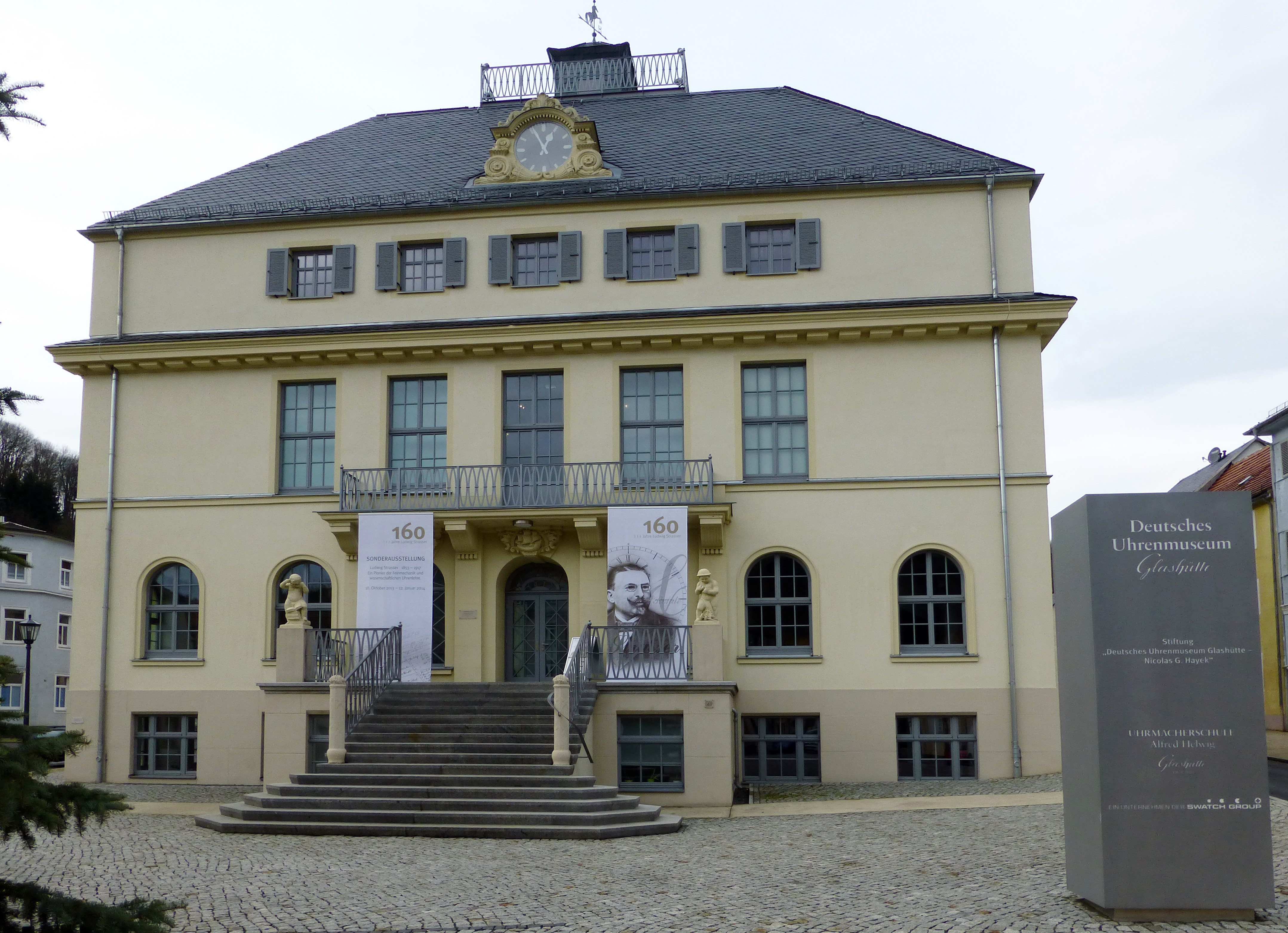
글라스휘테 시계 박물관